# Торба (Вануату)
Вижте пояснителната страница за други значения на Торба.
Торба (на бислама: Torba) е най-северната от шестте провинции на Република Вануату. Тя включва островите Торес и Банкс и по-малките им прилежащи острови. Обхваща област от 882 км2 и е с население 10 161 души (по преброяване от ноември 2016 г.). Столица на провинцията е град Сола.